# Carol Corbu
Carol Corbu (* 8. února 1946, Văleni-Podgoria, Argeș) je bývalý rumunský atlet, který se specializoval na trojskok.